# San Rafael Obrajuelo
San Rafael Obrajuelo é um município localizado no departamento de La Paz, em El Salvador.